# Wilhelm Willinger (Fotograf)
Maurus Wilhelm Willinger (9. April 1879 in Budapest, Österreich-Ungarn – 29. Jänner 1943 in Schanghai, China) war ein österreichisch-ungarischer Fotograf, der vor allem für seine Porträtaufnahmen von Schauspielern der frühen Stummfilmzeit in Berlin bekannt ist.

## Leben

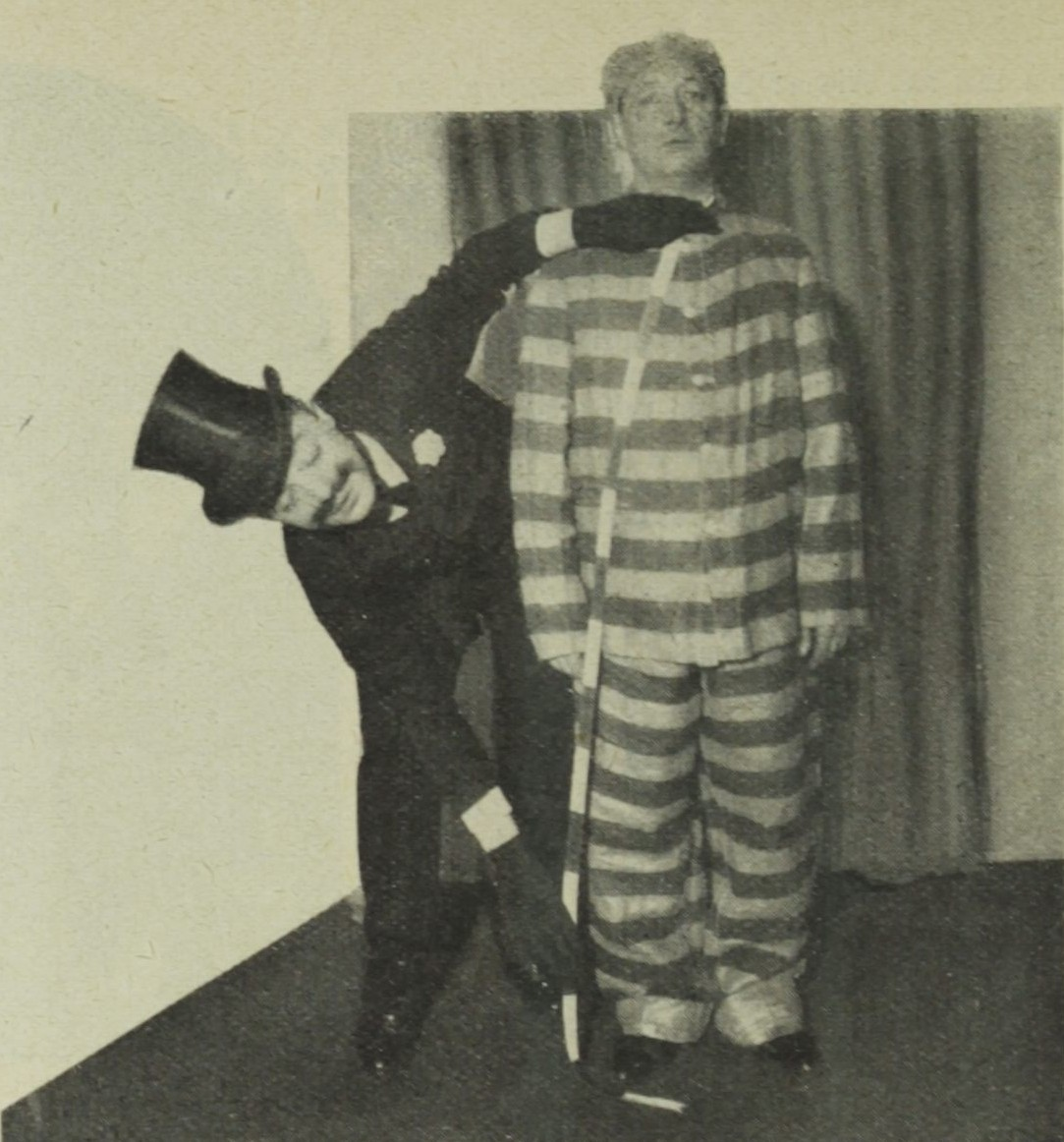
Aufnahme von Wilhelm Willinger aus dem Jahr 1928: Peter Lorre und Hans Moser in Der König der Diebe

Bis 1900 lebte Willinger in Budapest, von 1902 oder 1909 bis 1918 betrieb er eine Fotoagentur in Berlin, aber 1920 bis 1934 unter dem Namen seiner Frau Margarete Willinger. In Berlin war er in W 30 in der Schwäbischen Straße 8 gemeldet. Während des Ersten Weltkrieges war er Honvéd-Offizier. 1924 gründete Wilhelm Willinger die Organisation der Wiener Presse. Er leitete in Wien eine eigene Agentur in der Kärntnerstraße. Im Jahr 1938 übernahm der Hitler-Fotograf Heinrich Hoffmann das Fotoatelier Willinger in Wien. Willinger emigrierte nach Schanghai, wo er ab 1940 sein Atelier Willinger & Co Shanghai in der 88 Nankin Road betrieb.
Sein Sohn László Willinger (1909–1989) wurde ebenfalls Porträtfotograf.